# John Avanzini
John Avanzini (Paramaribo, 21 mei 1936) is een Surinaams-Amerikaans predikant en televisie-evangelist.

## Biografie
Avanzini werd geboren in Paramaribo en is opgegroeid in Lake Jackson in Texas. Hij behaalde zijn doctoraat aan de Baptist Christian University in Shreveport in Louisiana. Hij heeft 5 kinderen, onder wie zijn zoon David die ook predikant is.
Hij houdt sinds 1988 diensten in Corpus Christi in Texas. Hij is een aanhanger van Woord van Geloof, een geloofsgemeenschap binnen de pinksterbeweging, en predikt boodschappen van het welvaartsevangelie. Centraal in zijn leringen staat zijn bewering dat Jezus en zijn volgelingen rijk waren en dat de gelovige rijkdom beloofd is.